# Laurie Anderson
Laurie Anderson (Laura Phillips Anderson) (Glen Ellyn, Illinois, 1947. június 5. –) Grammy-díjas amerikai előadóművész, zenész.
Egyik tagja a női performer II. generációnak. Széles körű műveltsége van, profi hegedűs. Minden területen zseniálisan mozog. Ezek mellett szemiotikát, kommunikációelméletet, költészetet tanult. Harmóniumokban, szintetizátorokban, elektromos orgonában, stb. szintén nagyon képzett.
A performance korábbi, véres valóságát, önmegmérettető, heroikus gesztusait, térbeli akciókat; egy teljesen önéletrajzi performanszba vitte át.
Nagy mértékben kitágította eszközeit, szélesebb körű aktivitást akart létrehozni. Tudatában volt annak, hogy még a legérdeklődőbb közönség is belefáradt a '60-as, '70-es évekbeli performanszokba. Megunta a New York-i klímát és egy nagyobb közönség számára akart elmondani dolgokat, azért sokat turnézott Európában is.
Ezért, első akcióiban kilépve a zárt térből, utcai zenészként működött New Yorkban jelmezbe öltözötten játszott cowboy-dalokat. Sokszor úgy játszott, hogy a hegedűbe be volt építve egy magnó, ami vagy önmagában, vagy pedig hegedülés közben szólt. Korcsolyában hegedült, ami egy jégtömbbe volt befagyasztva; és amíg ki nem olvadt, addig játszott (New Yorkban, Genovában és más európai városokban is).
A művészet üzenetének törékenységére hívja fel a figyelmet, ebben a zajos világban; és a figyelemnek, hallgatózásnak a szükségességéről beszél az általa írt szövegekben.
2008-ban hozzáment Lou Reed, világhírű rockzenészhez, akivel már 1992. óta egy párt alkottak, ám házasságuk csak 5 évig tartott, mert 2013. október 27-én Reed hosszas betegség után elhunyt.

## Munkássága
- Duettek jégen: Bohócszerű ruhába öltözött és hegedűműveket adott elő jégbe fagyott korcsolyákon állva. A hegedűbe magnó volt építve, ezért szerepel a duett a címben. Bob Jaleckivel saját hangszereket talált ki, amelyek közül például olyan hegedűket készítettek, melyeknek a vonója neonból volt (a vizualitás és hang összekapcsolását próbálta ezzel összekapcsolni). Máshol a lószőr helyén magnószalag volt, melyen különböző szövegek lettek felvéve, és attól függően, hogy meddig húzta, és milyen gyorsan a vonót, a szövegnek különböző részei jelentek meg (a látvány, hang és mozgás teljesen összekapcsolódik).

Művészetében az a döbbenetes, hogy teljes mértékben tartalomorientált. Lényeg, maga a szöveg, ill. a jelentés. Négy témája van: politika, pénz, szerelem és szállítás.
A hatalom különböző formáinak elnyomó ereje, és az ebben rejlő veszélyek, az ami művészetének középpontjában áll. Az életet veszélyeztető erőkről beszél egy olyan világban, amelyet teljes mértékben az intézmények, testületek uralnak. Az az érdekes, hogy az ezek elleni reakciókat is kritikusan veszi. Az erőszakot heroizáló performanszokat is kritizálja.
- United States performansz-sorozat: 1979-ben kezdte egybekomponálni ezt a performance-sorozatát. Hatalmas Amerika-térképek, rengeteg vetített számítógépes képeket használ. Óra-képek is állandóan ott lebegnek (ezredvég pánikos oldala). Mozgékony előadásmódjában sokszor játszik a nemi identitásával is.

## Diszkográfia

### Szólólemezek
- Big Science (1982, Warner Bros.)
- Mister Heartbreak (1984, Warner Bros.)
- Home of the Brave (1986, Warner Bros.)
- Strange Angels (1989, Warner Bros.)
- Bright Red (1994, Warner Bros.)
- The Ugly One with the Jewels (1995, Warner Bros.)
- Life on a String (2001, Nonesuch Records)
- Homeland (2010, Nonesuch Records)
- Heart of a Dog (2015, Nonesuch Records)
- Landfall (2018, Nonesuch Records), a Kronos Quartettel
- Songs from the Bardo (2019, Smithsonian Folkways), Tenzin Choegyallal és Jesse Paris Smith-szel
- Amelia (2024, Nonesuch Records)